# Uádi Hamamate

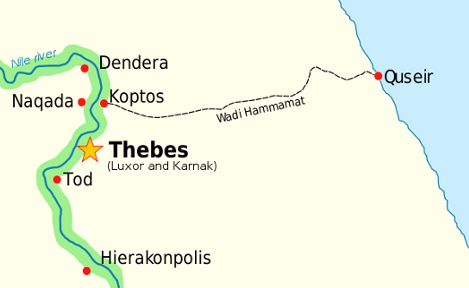
Imagem da Localização de Uádi Hammamat.

Uádi Hamamate (em português:  Vale de muitos banhos) é um leito de rio seco no Deserto Oriental do Egito, cerca de metade do caminho entre Quseir e Quena. Foi uma grande região de mineração e rota de comércio ao leste do Vale do Nilo em tempos antigos, e as gravuras rupestres e grafites datados de três mil anos a tornam um dos maiores sítios turísticos e científicos de hoje.